# James Kochalka
James Kochalka (Estados Unidos, n. 1966) é um autor de banda desenhada e um músico rock. Vive em Burlington (Vermont), numa casa antiga chamada Cranky Manor com a sua esposa Amy, o seu filho Ely e o seu gato Spandy, os quais são personagens frequentes nas suas obras.